# 劉大垣
劉大垣（？年—？年），江西撫州府临川县人。明朝末年政治人物。

## 生平
萬曆四十年（1612年）壬子科江西乡试舉人，崇祯四年（1631年）辛未科进士。工部观政，五年授广东顺德县知县，兼署香山县。十一年升礼部儀制司主事，十二年升精膳司员外郎，十三年升祠祭司郎中。官至广东提学参议。